# Aenigmatias
Aenigmatias is een geslacht van insecten uit de familie van de Bochelvliegen (Phoridae), die tot de orde tweevleugeligen (Diptera) behoort.

## Soorten
- A. brevifrons (Schmitz, 1955)
- A. coloradensis (Brues, 1914)
- A. curvinervis Borgmeier, 1962
- A. dorni (Enderlein, 1908)
- A. eurynotus (Brues, 1914)
- A. franzi Schmitz, 1950
- A. fuscipennis Borgmeier, 1963
- A. lubbockii (Verrall, 1877)
- A. nigricornis Borgmeier, 1963
- A. picipes Schmitz, 1927
- A. schwarzii Coquillett, 1903